# Werner Kock

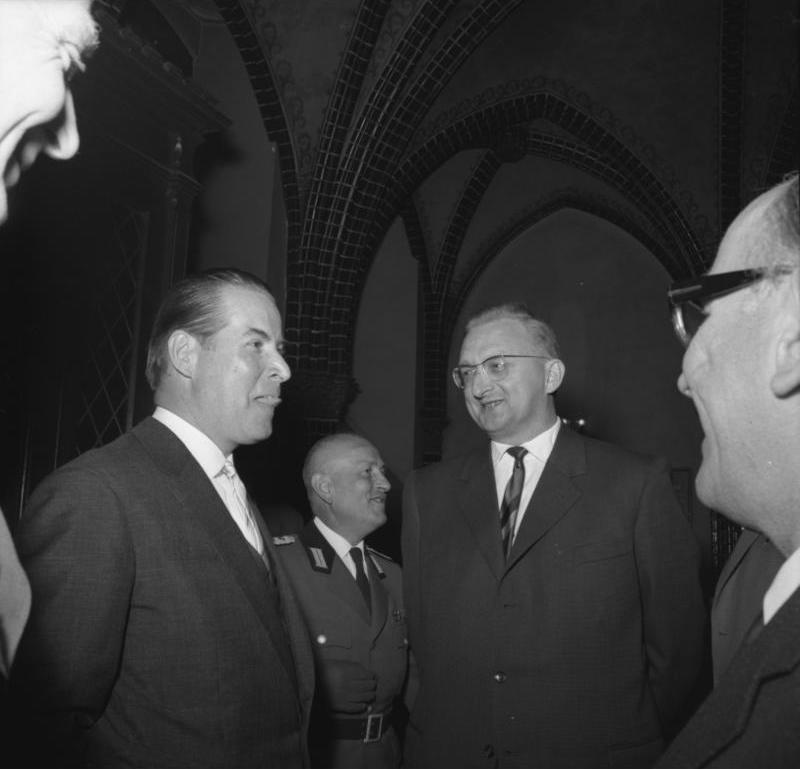
Stadtpräsident Kock (Mitte) 1961 mit Bundesinnenminister Gerhard Schröder auf dem Rathausempfang anlässlich des 10-jährigen Jubiläums des Bundesgrenzschutzes

Werner Kock (* 13. Oktober 1921 in Lübeck; † 30. April 1997 ebenda) war ein Kommunalpolitiker der SPD und Bürgermeister der Hansestadt Lübeck.

## Leben
Werner Kock war zunächst neben seiner leitenden Stellung in dem Lübecker Maschinenbaubetrieb Nordischer Maschinenbau Rud. Baader ehrenamtlich in der Kommunalpolitik der Hansestadt tätig. Er wurde für die SPD bereits 1948 in die Lübecker Bürgerschaft gewählt und wurde dort schnell Fraktionsvorsitzender sowie stellvertretender Stadtpräsident. Das Amt des Stadtpräsidenten, als dem nach der Kommunalverfassung in Schleswig-Holstein höchsten Repräsentanten der Stadt, hatte er in den Legislaturperioden  1956–1959, 1959–1962 und nach einer Unterbrechung wiederum von 1966 bis 1969 inne.
Von 1970 bis 1976 übernahm er das Amt des Bürgermeisters und Verwaltungschefs der Stadt. In diese Amtszeit fällt maßgeblich der Beginn der Lübecker Altstadtsanierung aber auch der weitere Ausbau des Skandinavienkais und die Neuausrichtung der heutigen Universität zu Lübeck, deren Ehrenmitglied er als Altbürgermeister war.
Mit seinem Ausscheiden aus der Verwaltung wurde er Vorstandsvorsitzender der städtischen Kühlhaus Aktiengesellschaft.
Werner Kock war nicht nur in der Kommunalpolitik ehrenamtlich tätig. Er gehörte dem Vorstand der Lübecker Possehl-Stiftung seit 1954 an und war von 1986 bis 1993 dessen vorsitzendes Mitglied. Daneben war er Mitglied verschiedener Aufsichtsräte, wie der Lübecker Hafengesellschaft und in der Wohnungswirtschaft.

## Ehrungen
Werner Kock erhielt bereits 1958 die Freiherr-vom-Stein-Medaille. Er war Träger des Kommandeurkreuzes des Finnischen Ordens der Weißen Rose (1970) und des Bundesverdienstkreuzes 1. Klasse (1971). Die Werner-Kock-Straße in unmittelbarer Nähe des Lübecker Hauptbahnhofs ist nach ihm benannt. Sein Porträt von Harald Duwe hängt in der Bürgermeistergalerie des Lübecker Rathauses.